# Siebensternviertel

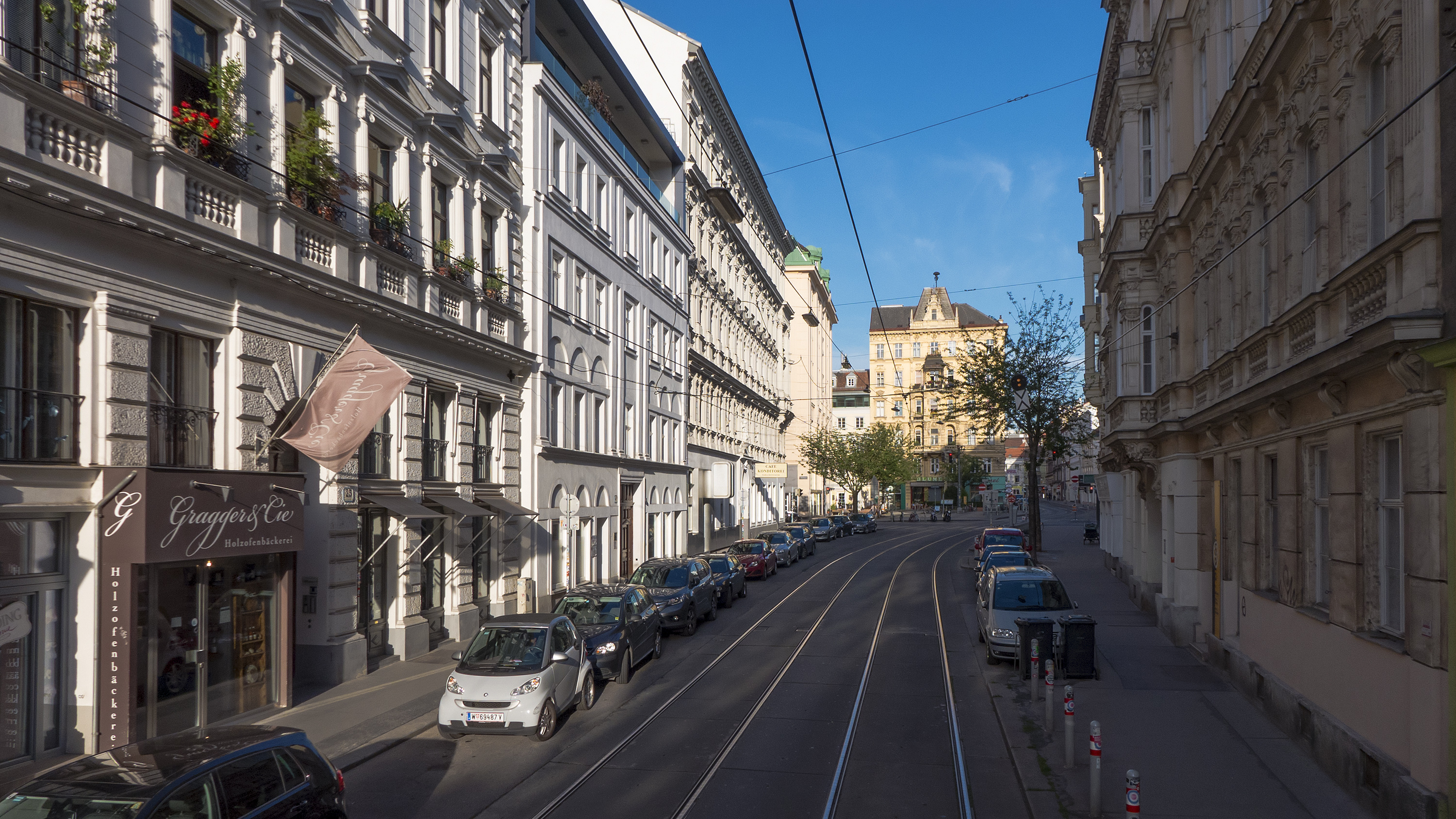
Die Siebensterngasse in Richtung Siebensternplatz

Das Siebensternviertel liegt im Zentrum von Neubau, dem 7. Gemeindebezirks von Wien. Das Viertel wird von der Mariahilfer Straße im Süden, der Neubaugasse im Westen, der Lerchenfelder Straße im Norden und dem MuseumsQuartier im Osten begrenzt.

## Stadtteile
Das Siebensternviertel umschließt den Stadtteil Sankt Ulrich, den Spittelberg sowie Teile der alten Vorstadt Neubau und kleinere Teile von Mariahilf und der Laimgrube. St Ulrich ist der älteste der genannten Stadtteile. Urkundlich erwähnt wurde dieser Ortsteil erstmals im frühen 13. Jahrhundert.  Der Spittelberg liegt ebenfalls zu Gänze im Siebensternviertel. Bis zum Bau des Bürgerspitals, welches auch der Namensgeber des Viertels war (Spital+ Berg), war dieser nur dünn besiedelt. Der Spittelberg hat sich von einem Rotlicht- und Armenviertel zu einem Wohnviertel Wiens gewandelt.

## Sehenswürdigkeiten
Neben  Kirchen, wie der Ulrichskirche, der Mechitaristenkirche und der Stiftskirche „Zum Heiligen Kreuz“ findet man auch einige Denkmäler, einen der sechs Wiener Flaktürme in der Stiftskaserne und das kleinste Haus Wiens in der Burggasse.  Den Flair des Siebensternviertels machen jedoch neben seinen Sehenswürdigkeiten vor allem seine  kleinen Geschäftslokale aus. Es gibt Bio-Läden, Kaffees und Restaurants, Galerien und kleine Theater, Kunsthandwerks- und Modegeschäfte, kleine Ateliers und auch Traditionsbetriebe.